# Naturschutzgebiet Tal der Ennepe
Das Naturschutzgebiet Tal der Ennepe ist ein 9 ha großes Naturschutzgebiet (NSG) auf dem Stadtgebiet von Breckerfeld im Ennepe-Ruhr-Kreis in Nordrhein-Westfalen. Das NSG wurde 2005 bei der Änderung des Landschaftsplans Breckerfeld vom Kreistag des Ennepe-Ruhr-Kreises ausgewiesen. Das NSG besteht aus zwei Teilflächen. Das NSG ist seit 2005 auch als Teil vom FFH-Gebiet Ennepe unterhalb der Talsperre (DE-4710-301) mit 60 ha Flächengröße ausgewiesen. Im Stadtgebiet von Ennepetal liegen Teile des Tales im Naturschutzgebiet Tal der Ennepe (Ennepetal).

## Gebietsbeschreibung
Bei dem NSG handelt es sich um das naturnahe Bachtal der Ennepe mit Flussauenbereichen nördlich der Ennepetalsperre. Die Ennepe ist hier mit hoher struktureller Vielfalt des Flusslaufes und der auf weiten Strecken begleitenden Ufergehölze ausgestattet.  Ehemaligen Hammerteiche der früheren eisenverarbeitenden Industrie dienen als bedeutende Amphibienlebensräume. Auch Grünlandbereiche mit Nassbrachen sowie die Nass- und Magerwiesen sind im NSG. Es kommen im Gebiet gefährdete und besonders schützenswerte Tier-Arten wie Eisvogel und Groppe vor, wodurch es als Fauna-Flora-Habitat-Gebiet zählt und in das Natura Netzwerk 2000 einbezogen wurde. Bei den Pflanzenarten, die im Naturschutzgebiet vorkommen, sind besonders hervorzuheben: Flutender Wasserhahnenfuß, Sumpf-Schwertlilie (Iris pseudacorus), Kuckucks-Lichtnelke, Schlangen-Knöterich und die Rote-Liste-Art Deutscher Ziest (Stachy germanica).

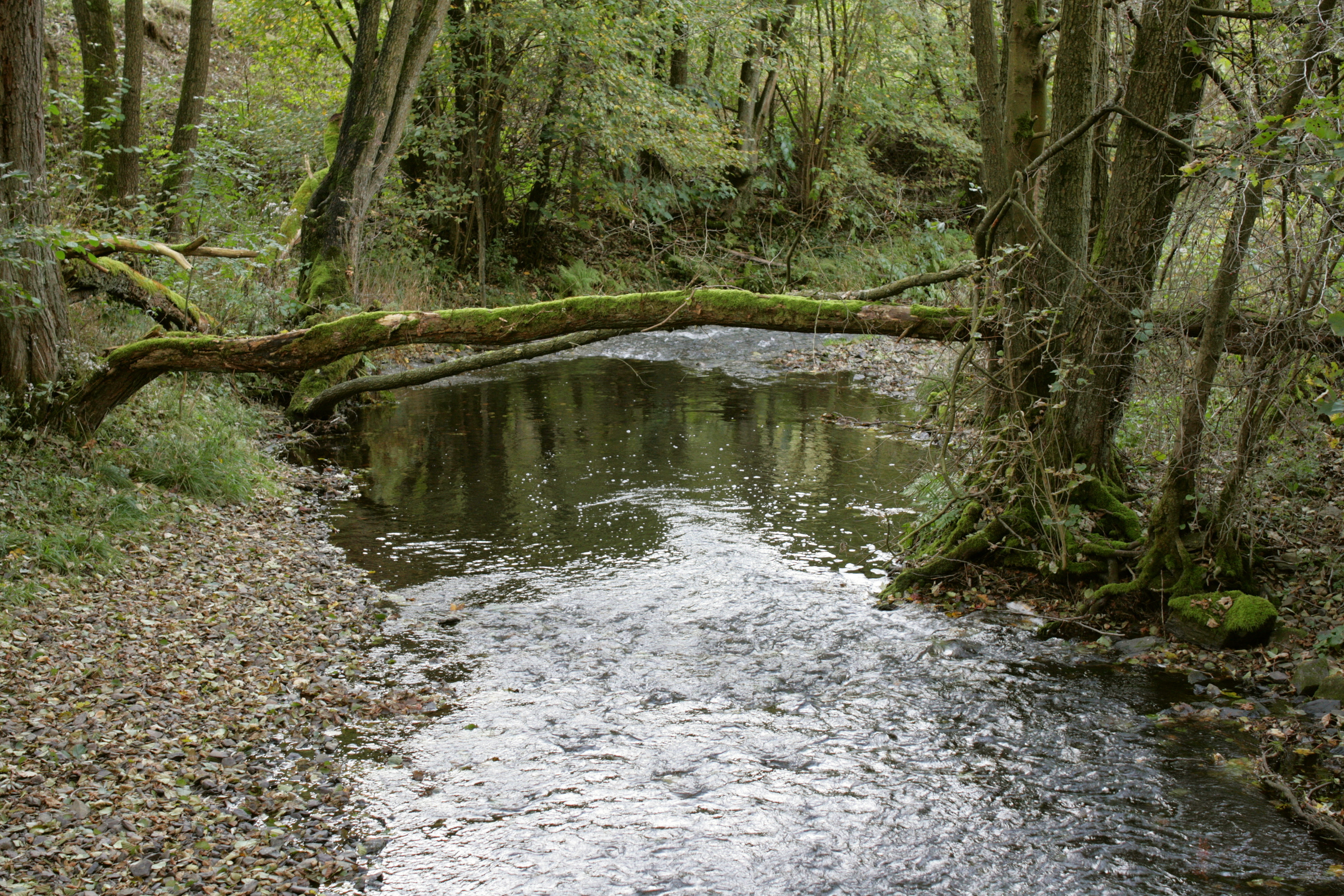
Ennepe unterhalb der Ennepetalsperre
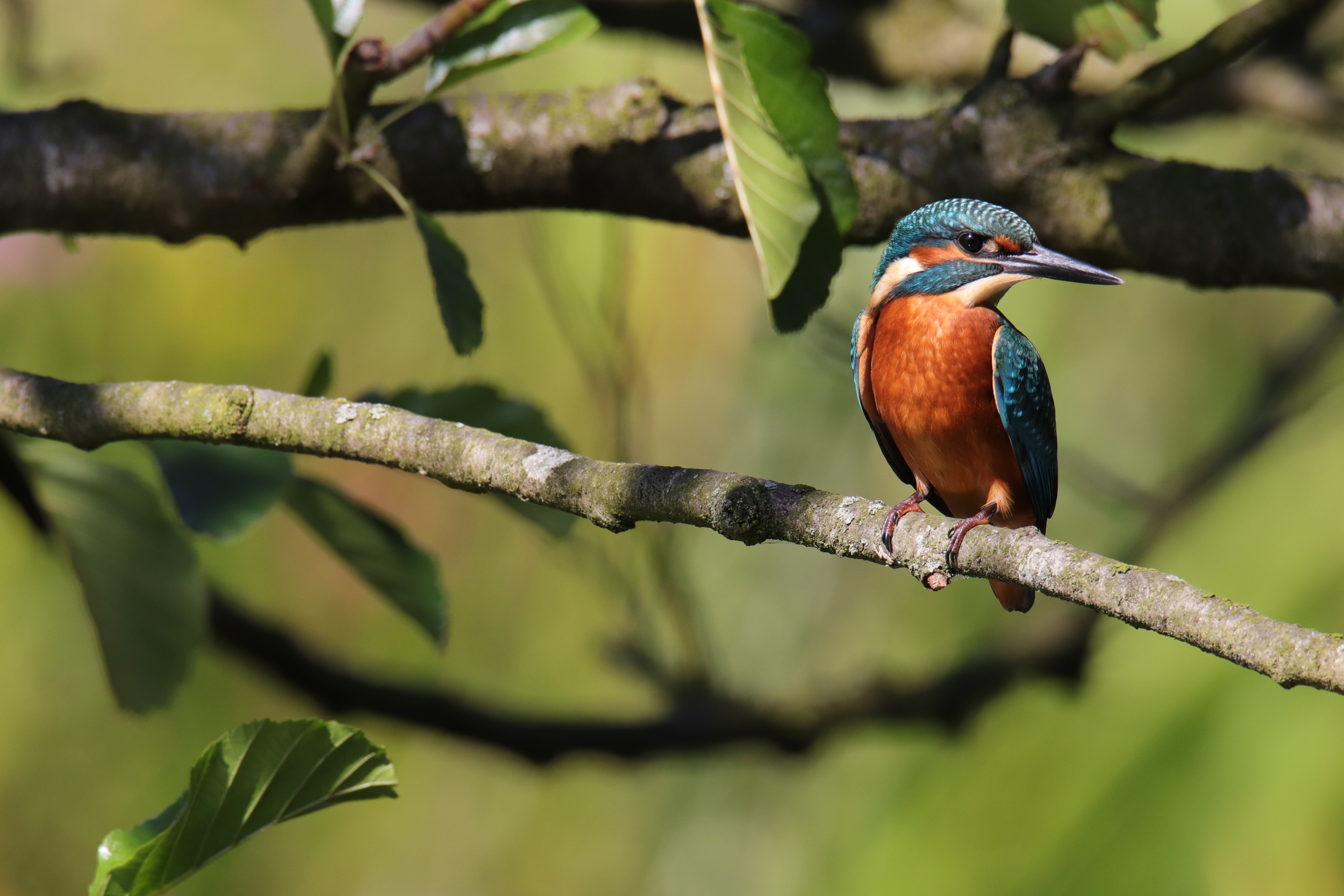
Eisvogel (Acledo atthis)
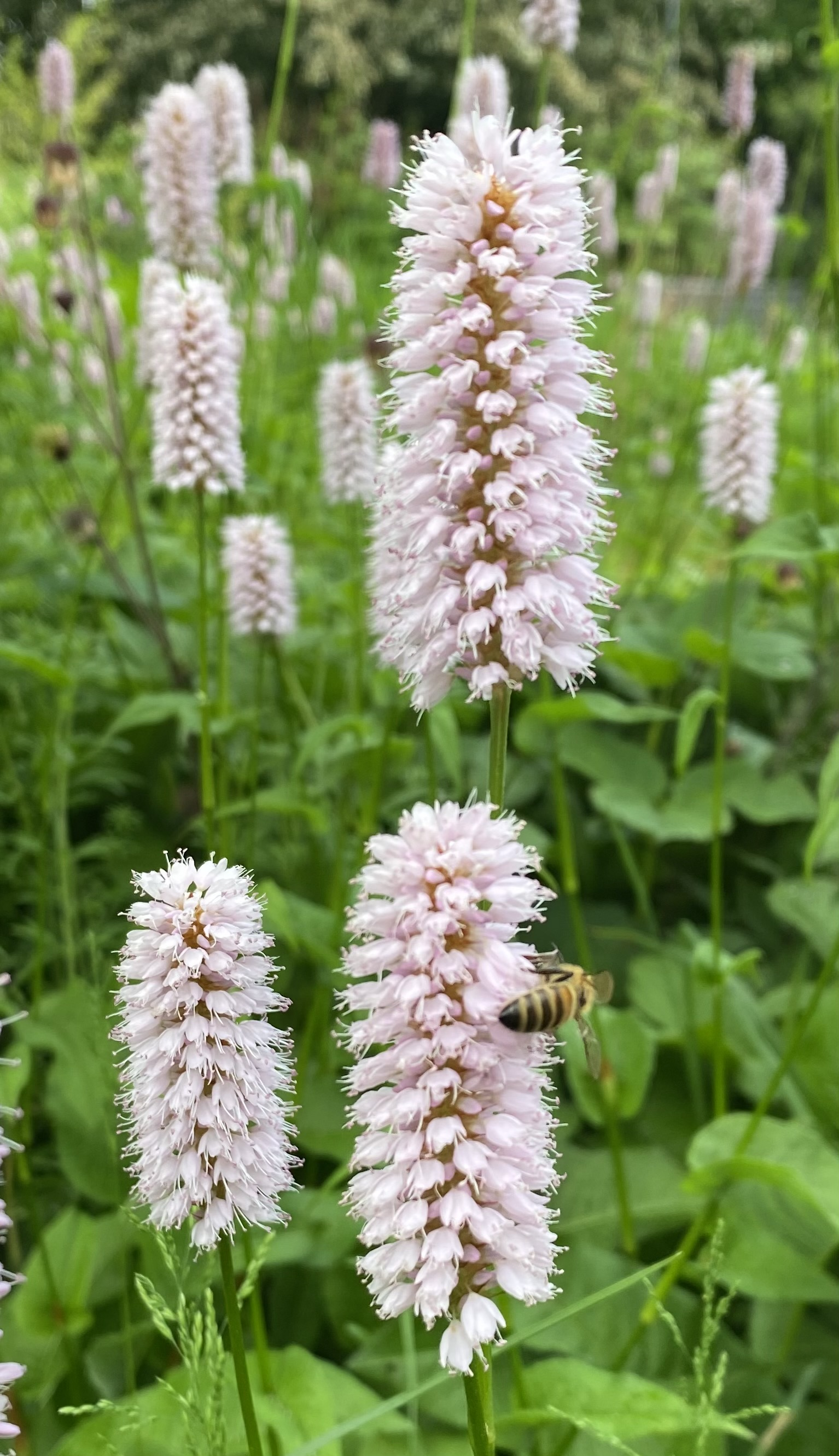
Schlangen-Knöterich (Bistorta officinalis)
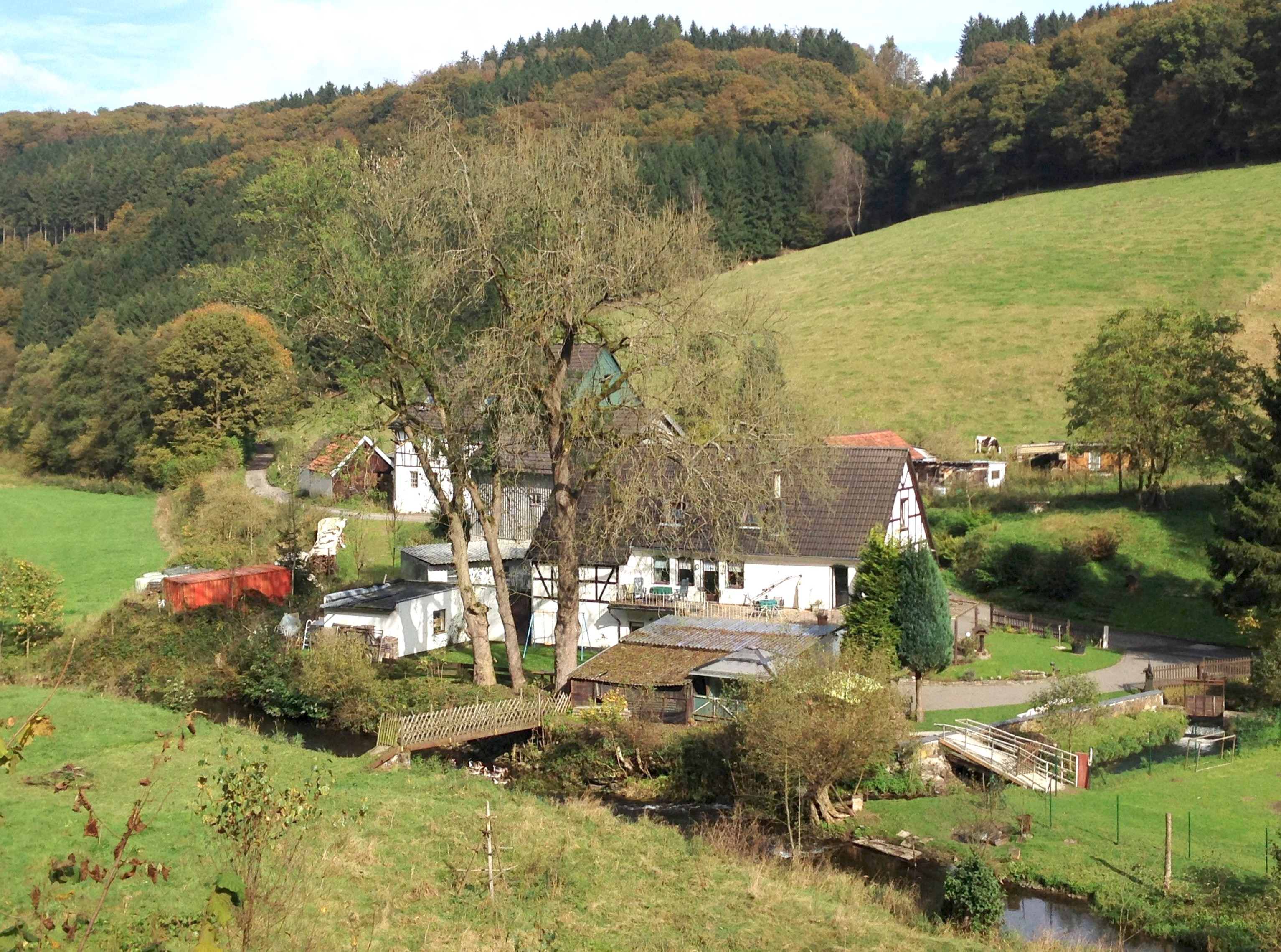
Ennepe bei Saale
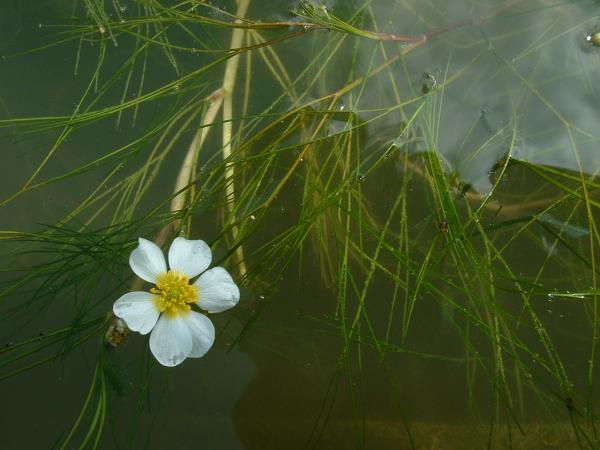
Flutender Wasserhahnenfuß (Ranunculus fluitans)
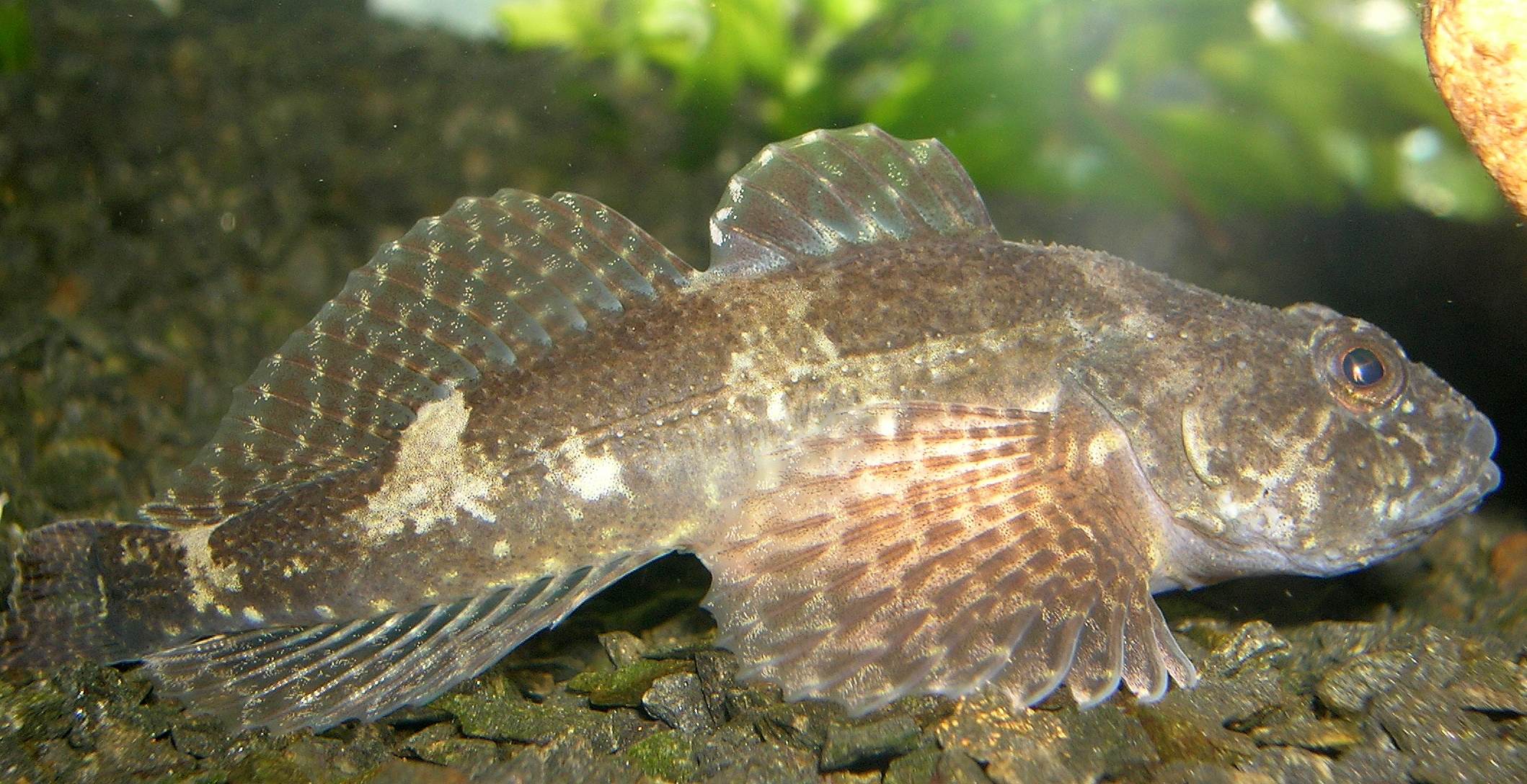
Groppe (Cottus gobio)
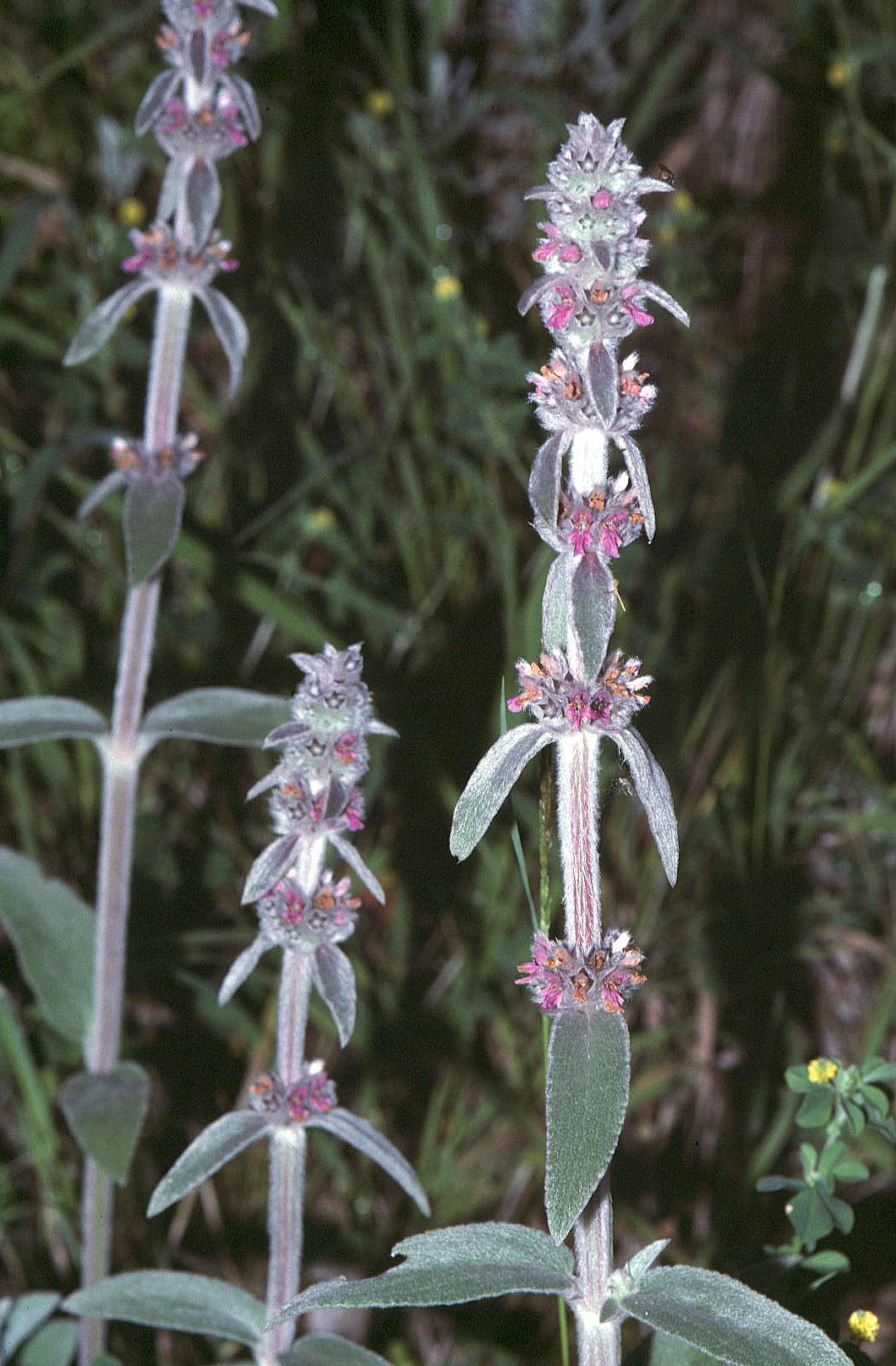
Deutscher Ziest liebt trockene Standorte